# Venejärvi (sjö i Kuhmo, Kajanaland)
Venejärvi är en sjö i kommunen Kuhmo i landskapet Kajanaland i Finland. Arean är 34 hektar och strandlinjen är 3,98 kilometer lång. Sjön  ingår i Uleälvens huvudavrinningsområde.   Den ligger omkring 91 kilometer öster om Kajana och omkring 480 kilometer nordöst om Helsingfors. 